# Léonce Élie de Beaumont

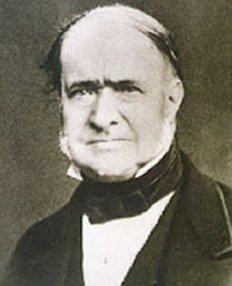
Élie de Beaumont

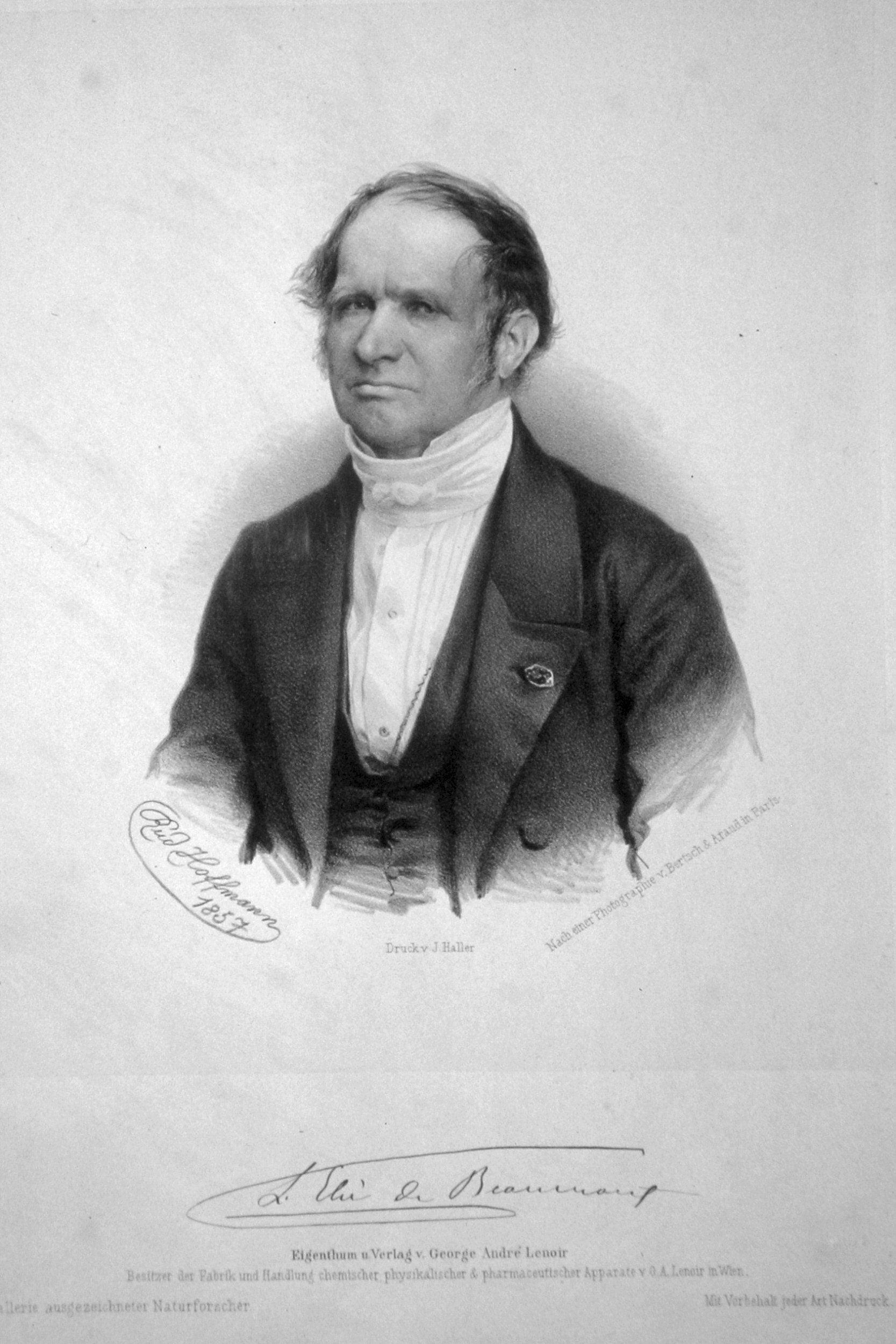
Léonce Élie de Beaumont. Lithographie von Rudolf Hoffmann, 1857

Jean-Baptiste Armand Louis Léonce Élie de Beaumont, genannt Élie de Beaumont, (* 25. September 1798 in Canon bei Caen, Département Calvados; † 21. September 1874 ebenda) war ein französischer Geologe. Als sein wichtigster Beitrag zur Wissenschaft gilt heute die erste geologische Karte von ganz Frankreich. Wesentliche Aspekte seiner Theorie über den Ursprung der Kettengebirge und ihre Ursache (vermutete Kontraktion der Erde) waren für den größten Teil des 19. Jahrhunderts maßgeblich, gelten heute jedoch als überholt.

## Leben
Seine Ausbildung erhielt Élie de Beaumont im Lycée Henri IV., wo er den ersten Preis in Mathematik und Physik errang; an der École polytechnique, wo er die Abschlussprüfung als Bester ablegte; und von 1819 bis 1822 an der École des mines (Bergbauschule) in Paris, wo er eine entschiedene Vorliebe für die Geologie entwickelte. 1823 wurde er zusammen mit Pierre Armand Dufrénoy ausgewählt, um an einer wissenschaftlichen Reise nach England und Schottland teilzunehmen. Ihr gemeinsamer Professor André Brochant de Villiers wollte einerseits die Bergbau- und Verhüttungsanlagen des Landes besuchen, andererseits die Prinzipien studieren, nach denen George Greenoughs geologische Karte von England (1820) hergestellt worden war, denn man beabsichtigte eine ähnliche Karte auch für Frankreich zu erstellen. Erste Ergebnisse der Karte, die unter Leitung von Bronchant de Villiers von de Beaumont und Dufrénoy erstellt wurde, wurden 1835 vorgestellt und sie erschien 1841.
1829 wurde Élie de Beaumont selbst zum Professor für Geologie an der École des mines ernannt. Damit folgte er Brochant de Villiers nach, dessen Assistent er schon seit 1827 gewesen war. 1832 übernahm er außerdem Georges de Cuviers Lehrstuhl am Collège de France. Seine Vorlesungen der Jahre 1843 bis 1844 wurden in zwei Bänden veröffentlicht. Von 1833 bis 1847 hatte er außerdem das Amt des Ober-Bergbauingenieurs von Frankreich inne, danach wurde er zum General-Inspekteur ernannt. 1847 wurde er in die Académie royale des Sciences, des Lettres et des Beaux-Arts de Belgique und 1849 in die American Academy of Arts and Sciences gewählt. Durch ein Dekret des Präsidenten wurde er 1852 zu einem französischen Senator gemacht; und nach dem Tod von François Arago im Jahre 1853 wählte man ihn zum ständigen Sekretär der Académie des sciences (Französische Akademie der Wissenschaften). 1861 folgte die Ernennung zum Vizepräsidenten des Conseil général des mines und zum Großoffizier der Ehrenlegion. 1868 wurde er der erste Direktor des neu gegründeten geologischen Landesamt. Sein wachsender Ruf sicherte ihm die Mitgliedschaft in der Preußischen Akademie der Wissenschaften in Berlin (heute: Berlin-Brandenburgische Akademie der Wissenschaften), und in der Royal Society in London. Er war Mitglied der Gesellschaft Deutscher Naturforscher und Ärzte. Die Königlich Dänische Akademie der Wissenschaften nahm ihn 1850 als auswärtiges Mitglied auf. Im Jahr 1860 wurde er zum Mitglied der Leopoldina gewählt, 1864 in die National Academy of Sciences. Seit Dezember 1857 war er korrespondierendes Mitglied der Russischen Akademie der Wissenschaften in Sankt Petersburg.

## Werk
Unter dem Einfluss der Reise Alexander von Humboldts nach Südamerika (1799 bis 1804), auf der sich von Humboldt auch mit der räumlichen Verteilung der dortigen Gebirgsketten befasst hatte, legte Élie de Beaumont ein Papier vor, das 1829 vor der Académie des sciences verlesen wurde, und das er bis 1852 weiter ausarbeitete. Als Anhänger Cuviers vertrat er darin die Ansicht, dass die Kontaktflächen, an denen Gesteinspakete, oft mit einem markanten Winkel, aufeinanderstoßen, und an denen oft ein frappierender Wechsel des Fossilinhalts zu beobachten ist (Diskordanzen), durch katastrophale Umwälzungen in der Erdgeschichte hervorgerufen wurden. Diese „Revolutionen“, so meinte er, könne man auf besondere Phasen der Gebirgsbildung zurückführen. Andererseits würde die Untersuchung der Position der Diskordanzen innerhalb der stratigraphischen Gesteinsabfolge die relative Datierung dieser Gebirgsbildungsphasen ermöglichen. Basierend auf Vorstellungen von René Descartes, sah Élie de Beaumont die Ursache für die Gebirgsbildung in der stetigen Abkühlung des einstmals glutflüssigen Erdkörpers und die daraus resultierende Schrumpfung der Erdkruste.
In seiner ersten Darstellung unterschied er nur vier verschiedene „Systeme“ (oder Orogenesen, wie wir heute sagen würden). Obwohl er nun im Laufe seiner weiteren Geländearbeiten auf so viele Diskordanzen stieß, dass er die Anzahl der erforderlichen Gebirgsbildungsphasen beachtlich erhöhen musste, blieb er bei seinem katastrophistischen Grundkonzept: Das plötzliche Emporschießen der Gebirgsmassen aus dem Untergrund müsse verheerende Flutwellen ausgelöst haben, die dann zu großen Massensterben der Flora und Fauna führten. Wenn auch der katastrophistische Ansatz seit Mitte des 19. Jahrhunderts durch den Aktualismus, mit seiner langsamen, stetigen Entwicklung der Erdgeschichte, verdrängt wurde, so stellte Élie de Beaumonts Vorstellung vom schrumpfenden Erdkörper bis zum Anfang des 20. Jahrhunderts die tektonische Grundidee zur Erklärung der Gebirgsbildung dar.
Auf seiner Suche nach Regelmäßigkeiten im Verlauf der Gebirgsbildungen (schon von Humboldt hatte spekuliert, dass die Hauptrichtungen der ersten Gebirge eine Art „Kristallgitter“ auf der Oberfläche der erstarrenden Erde darstellen könnten) kam Élie de Beaumont zu der Ansicht, dass alle Gebirgsketten, die zum selben mathematischen Großkreis auf der Erdoberfläche parallel laufen, auch zur selben Zeit entstanden sein sollten. Außerdem glaubte er, dass zwischen diesen Großkreisen ein symmetrisches Verhältnis bestehe, in Form eines Netzes von Fünfecken (Pentagondodekaeder, einer der fünf Platonischen Körper), das die gesamte Erdoberfläche überziehe. Wegen seiner prominenten Stellung im damaligen Wissenschaftsbetrieb konnte Élie de Beaumont diese gewagte Theorie eine ganze Weile behaupten, dennoch wurde sie schon von seinen Zeitgenossen nicht allgemein akzeptiert. Eine ausgefeilte Kritik an der Theorie übte bereits William Hopkins, im Rahmen seiner Geburtstagsansprache vor der Geological Society of London 1853. Indirekt erwies sie sich jedoch von großem Wert für die Geologie, da ihre Verfechter, bei ihren (erfolglosen) Versuchen sie im Gelände zu belegen, erheblich zur Vermehrung der Kenntnisse über die Struktur von Kettengebirgen beitrugen.
Heute gilt stattdessen die Herausgabe der detaillierten geologischen Karte von Frankreich 1 : 500 000, als sein größtes Werk. Sie erschien ab 1840 (mit zwei Textbänden 1841 und 1878). Während dieser Zeit veröffentlichte Élie de Beaumont außerdem noch viele wichtige Denkschriften über die Geologie des Landes, und nach seiner Pensionierung bei der École des mines überwachte er die Ausgabe der Karten beinahe bis zu seinem Tod.

## Nachwirkung
Es scheint in der Geschichte der Geologie keine noch so überholte und diskreditierte Theorie zu geben, als dass nicht einige ihrer Elemente später unvermutet wieder in Erscheinung treten könnten. Im Rahmen der heutigen Plattentektonik geht man zwar nicht mehr von einem schrumpfenden Erdkörper aus, sondern von einem weitgehend stabilen Erdradius, dennoch suchen manche Theoretiker wieder nach Fixpunkten unter der Erdoberflächen, wie die Hot Spots unter Hawaii und Island, an denen erhitztes Mantelmaterial in Konvektionszellen aufsteigt, und bemühen sich, sie mit anderen Fixpunkten, wie in Vietnam und Peru zu verbinden, an denen dieses Material wieder absteigen soll. Die geometrischen Muster, die solche hypothetischen Fixpunkte miteinander verbinden, hätten Élie de Beaumont wahrscheinlich gefallen. Auch mathematische Modelle zur Berechnung der Seebodenspreizung beschreiben die einzelnen vulkanisch aktiven Abschnitte der Mittelozeanischen Rücken als Teile von Großkreisen, und man geht davon aus, dass die Öffnung eines jeden Ozeans anderswo auf der Erdoberfläche zur zeitgleichen Bildung eines neuen Gebirges führt.
Der 3117 m hohe Mount Elie de Beaumont in Neuseeland und der Mondkrater Beaumont sind nach ihm benannt.

## Schriften
- Léonce Élie de Beaumont: Recherches sur quelques-unes des révolutions de la surface du globe. Annales des Sciences Naturelles, Bde. 18, und 19; 1829 – 1830.
- Léonce Élie de Beaumont: Leçon de géologie pratique; Vorlesungen, 1845 bis 1849
- Léonce Élie de Beaumont: Notice sur les systèmes des montagnes. 3 Bde., Paris 1852.